# Матичин апостол
Матичин апостол је пергаментна рукописна књига на старословенском језику из 13. века.
Рукопис се чува у Библиотеци Матице српске у Новом Саду, у колекцији Рукописне књиге, по којој и носи назив.
Сачувано је 173 пергамента, димензија 217x160 мм, из 13. века. Представља најстарији сачувани апостол српске редакције пуног састава.
Књигу је писао један писар, а постојао је и коректор. Тип писма је уставно писмо. Правопис је карактеристичан за рашки тип, ненормализован. 
Рукопис је 1891. године из Херцеговине добио Павле Твртковић, свештеник у Броду. Библиотека Матице српске га је откупила 1909. године.